# The Lurkers
The Lurkers var et tidligt engelsk punkband, som startede i 1976 med Howard Wall på sang, Pete Stride på guitar, Manic Esso på trommer og Arturo Bassick på bas.
De blev ofte kaldt Englands svar på The Ramones.

## Udgivelser

### Studiealbum
- Fulham Fallout (Beggars Banquet, June 1978) # 57 UK Albums Chart
- God's Lonely Men (Beggars Banquet, April 1979)

### Kompilationer
- Last Will and Testament – Greatest Hits (November 1980)
- Totally Lurkered (Dojo, December 1992)
- The Beggars Banquet Punk Singles (Anagram, May 1997)
- Take Me Back To Babylon (Receiver, December 1997)

### Live-album
- Live And Loud (Link, November 1989)
- Live In Berlin (Released Emotions, June 1992)

### Singler
- Shadow / Love Story (Beggars Banquet, July 1977)
- Freak Show / Mass Media Believer (Beggars Banquet, October 1977)
- Ain't Got A Clue / Ooh Ooh I Love You (Beggars Banquet, May 1978) # 45 UK Singles Chart
- I Don't Need To Tell Her / Pills (Beggars Banquet, July 1978) # 49
- Just Thirteen / Countdown (Beggars Banquet, January 1979) # 66
- Out In The Dark E.P.: Cyanide / Suzie Is A Floozie / Cyanide (pub version) (Beggars Banquet, May 1979) # 72
- New Guitar In Town / Pick Me Up / Little Ol' Wine Drinker Me (Beggars Banquet, November 1979) # 72
- Shadow / Love Story / Freak Show / Mass Media Believer double-7" (Beggars Banquet, 1979)
- I Don't Need To Tell Her / Pills / Just Thirteen / Countdown double-7" (Beggars Banquet, 1979)
- This Dirty Town / Wolf At The Door (Clay, June 1982)
- Drag You Out / Heroin (It's All Over) (Clay, November 1982)
- Frankenstein Again / One Man's Meat... (Clay, February 1983)
- Final Vinyl EP: Let's Dance Now (No Time To Be Strangers) / Midnight Hour / By The Heart / Frankenstein Again (Clay, March 1984)
- Let's Dance Now / Midnight Hour (Clay, May 1984)